# Cantó de Montlhéry
El cantó de Montlhéry és un antic cantó francès del departament d'Essonne, que estava situat al districte de Palaiseau. Comptava amb 7 municipis i el cap era Montlhéry.
Va desaparèixer al 2015 i el seu territori es va dividir entre el cantó de Longjumeau, el cantó de Les Ulis i el cantó de Brétigny-sur-Orge.

## Municipis
- La Ville-du-Bois
- Linas
- Longpont-sur-Orge
- Marcoussis
- Montlhéry
- Nozay
- Saint-Jean-de-Beauregard

## Història
| Data d'elecció                           | Identitat          | Partit                       | Qualitat |
| ---------------------------------------- | ------------------ | ---------------------------- | -------- |
| 1967-1985                                | Roger Vuillemey    | Divers droite                |          |
| 1985-1998                                | Maurice Picard     | Divers droite                |          |
| 1998-2011                                | François Pelletant | Divers droite, després Cap21 |          |
| 2011-                                    | Jérôme Cauët       | PS                           |          |
| les dades anteriors no són pas conegudes |                    |                              |          |
|                                          |                    |                              |          |

## Demografia
| A partir de 1990: Població sense dobles comptes |